# 王元 (东汉)
王元（?—?），表字惠孟、游翁，中国新朝到东汉時代初期武将、政治人物，《後漢書》隗囂传作司隷左馮翊長陵县人，注引《東观漢記》作司隷京兆尹杜陵县人。

## 生平
| 姓名           | 王元                                                           |
| 時代           | 新朝 - 东汉時代                                                |
| 生没年         | 〔不詳〕                                                       |
| 字・別号       | 惠孟、游翁（字）                                               |
| 本貫・出身地等 | 司隷左馮翊長陵县 （一説司隷京兆尹杜陵县）                      |
| 職官           | 大将軍〔隗囂〕→将軍〔成家〕 →上蔡县令〔东汉〕→東平国相〔东汉〕 |
| 爵位・号等     | -                                                              |
| 陣营・所属等   | 隗囂→公孫述→汉光武帝                                           |
| 家族・一族     | 〔不詳〕                                                       |

新末後漢初割据隴右的隗囂属下。王元加入隗囂军，被任命为大将軍。
建武五年（29年），隗囂之子隗恂人質送到汉光武帝处。王捷、王元以天下情势依然不明，请隗嚣不要真心服属光武帝。王元建议固守養軍，随着事态推移，图王图霸。隗嚣听从王元、王捷的建议。
建武六年（30年），漢朝来歙持符節訪問隗囂，要求隗囂参加討伐蜀（成家）帝公孫述。隗囂被王元劝谏傾斜於公孫述，不同意来歙的说法。来歙憤怒责备隗囂，想要刺杀隗囂。隗囂呼兵而出，来歙拿着節杖退出。
王元進言隗囂斬杀来歙，王遵为来歙求情。結果隗囂命王元固兵隴坻，以木材塞道来歙，追殺来歙。来歙逃出陇右。
隗囂举兵反汉，在隴右驅逐耿弇率领的漢軍。隗囂命令王元、行巡進攻三輔，被馮異、祭遵率领的漢軍击退。光武帝和隗囂的和平交涉最終決裂，隗囂加入公孙述阵营，封朔宁王。
建武八年（32年）春，来歙奇襲攻下天水郡略陽。王元奉隗囂之命守備隴县隴坻，防御其他漢軍進攻。隗囂包围攻击略陽。数月略陽未陷，光武帝親征，隗囂軍敗走。
王遵归汉，劝降隗囂軍的将领。王元作为出使公孫述的使者，请求救援。王元借五千余人援軍，和行巡、周宗救援在隴西郡西城被包围的隗囂。与漢軍激战後，王元救出隗囂，成功退却到天水郡冀县。漢軍因兵粮不足撤退，安定郡、北地郡、天水郡、隴西郡各郡再归属隗囂。
建武九年（33年）正月，隗囂在冀县病死，王元和周宗擁立其子隗純为朔寧王。公孫述部将趙匡援救。建武十年（34年）十月，隗純在天水郡冀县落門聚被来歙打敗。隗純和周宗降漢，王元逃到蜀地，被公孫述任命为将軍。
建武十一年（35年）六月，封公孫述之命，王元和環安在武都郡河池、下弁与来歙作战，战敗。環安派刺客暗殺了来歙。八月、王元和延岑、呂鮪、公孫恢在广漢郡广漢县・犍為郡資中县迎击岑彭率领的漢軍。岑彭奇襲占領了延岑、王元的後方犍為郡武陽。延岑、王元在正面被岑彭副将臧宮在沈水打敗。王元在广漢郡平陽乡降漢。
王元在汉朝任上蔡县令、東平国相。因墾田不实之罪，投獄而死。

## 注
1. ↑  《後漢書》隗囂传
2. ↑  《後漢書》馬援传注